# Miguel de Castro Henriques
Miguel de Castro Henriques (Buenos Aires, 5 de Junho de 1954) é um escritor, poeta, pintor e tradutor, representante do surrealismo português.
Frequentou a Faculdade de Medicina de Lisboa e estudou filosofia na Faculdade de Vincennes, onde foi aluno de Gilles Deleuze. Durante a sua estadia em Paris em 1971 frequenta a Academia IFIF de La Petite Lune. Com João de Sousa Monteiro fundou o Movimento Abaldista ou Abald, em ano incerto, num golpe de sorte. Fez parte do grupo dissidente "Os Surrealistas" do qual fazem parte entre outros os seguintes poetas Virgílio Martinho, Herberto Helder, António Quadros, M.S.Lourenço, Nicolau Saião, Mário Botas, Hermínio Monteiro e Miguel de Castro Henriques. Mais tarde com Mário Cesariny e M.S.Lourenço fundou o Bureau Surrealista ainda em actividade.
Miguel de Castro Henriques tem amplamente praticado a escrita e a pintura automática, e alguns dos seus livros de contos, como Uma Nuvem num Pote de Barro foram publicados na Assírio&Alvim.